# Biały Ług (powiat piaseczyński)
Biały Ług – wieś sołecka w Polsce położona w województwie mazowieckim, w powiecie piaseczyńskim, w gminie Prażmów.
W latach 1975–1998 miejscowość należała administracyjnie do województwa warszawskiego.

## Części wsi
| SIMC    | Nazwa    | Rodzaj    |
| ------- | -------- | --------- |
| 0006994 | Wysoczyn | część wsi |

## Historia
Po włączeniu Mazowsza do Królestwa Polskiego w XVI w. obszar, na którym w XIX wieku założono wieś Biały Ług zajmował zwarty kompleks leśny. Osadnictwo grupowało się w sąsiedztwie cieków wodnych. Nad Wągrodnicą (obecnie Zieloną, dopływem Jeziorki) położone były m.in. Wola Prażmowska, Wola Wągrodzka, Uwieliny i największa z nich Wągrodno. Od wschodu osadnictwo skupiało się wzdłuż rzeczki Czarnej: Czaplinek, Obrąb i nieistniejąca obecnie Wólka Obrębska. Enklawę śródleśną stanowiła tylko wieś Choszczna (dziś Chosna). Na południu, na skraju opisywanego lasu położone były: Pieczyska – wieś z kościołem parafialnym, Wola Pieczyska i Sułkowice. Na opisywanym terenie dominowała własność szlachecka.
Do połowy XIX w. obszar leśny należący do dóbr Wągrodno nie uległ uszczupleniu. Widoczne to jest na mapie opracowanej przez Kwatermistrzostwo Generalne Wojska Polskiego w latach 1822-1831, a ukończonej w latach 1833-1843 przez Oddział Korpusu Topografów armii rosyjskiej. Około połowy XIX wieku na terenie wykarczowanego lasu powstały wsie Gabryelin i Biały Ług. Nazwa drugiej miejscowości prawdopodobnie pochodzi od słowa ług, oznaczającego podmokłe tereny, zazwyczaj stanowiące najmniej dostępne części dziewiczego lasu. Około 1870 r. Gabryelin z przyległością Biały Ług posiadał status folwarku.
W 1888 r. Gabryelin z Białym Ługiem obejmowały 843 morgi lasu, 476 mórg gruntów ornych i ogrodów, 66 mórg pastwisk, 64 łąk i 30 mórg nieużytków. We wsiach były 2 budynki murowane i 19 drewnianych. Całe dobra Wągrodno liczyły wówczas 2504 morgi powierzchni. Biały Ług, stanowiący pod koniec XIX w. folwark przynależny w dalszym ciągu do dóbr Wągrodno, graniczył od północy z Gabryelinem, od wschodu z wsiami Ławki i Budy Sułkowskie, od południa z Wolą Pieczyską i Chosną, od zachodu z Wągrodnem.
Na początku XX w. właścicielem Wągrodna był Michał Ordęga. W 1903 r. oddzielił folwark Biały Ług od swego majątku, czego wyrazem było założenie osobnej hipoteki. W 1911 r. około 20 ha ziemi kupili włościanie korzystający z pożyczek Banku Ziemskiego Włościańskiego w Warszawie. Powstały 3 Towarzystwa Włościan: Biały Ług Litera A, Zaborówek i Wysoczyn. W 1918 r. Michał Ordęga sprzedał ponad 1 ha gruntu małżonkom Władysławowi i Mariannie Turczyńskim lub Turek. W tym samym roku ponad 3 ha nabyli Walenty i Antoni Woźniak. Spis ludności Polski, przeprowadzony 30 września 1921 r., obejmując opisywane miejscowości położone w gminie Wągrodno, używa w stosunku do Białego Ługu miana kolonia. Biały Ług według spisu liczył 14 budynków zamieszkanych przez 108 osób, Wysoczyn odpowiednio 7 i 44. W wymienionych wsiach mieszkali wyłącznie katolicy.
W drugiej połowie lat 50. wieś Biały Ług należała do Prezydium Gromadzkiej Rady Narodowej w Woli Wągrodzkiej. Po likwidacji gromady Wola Wągrodzka na przełomie lat pięćdziesiątych i sześćdziesiątych Biały Ług znalazł się w gromadzie Uwieliny. Do wsi Biały Ług należał Wysoczyn.
Biały Ług związany jest od swego początku z Parafią Narodzenia Najświętszej Maryi Panny w Pieczyskach wchodzącej w skład dekanatu czerskiego.